# EGT (Luftfahrt)

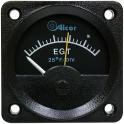
EGT - Anzeiger

EGT (für exhaust gas temperature, dtsch. Abgastemperatur) ist die gemessene Temperatur des Abgases eines Kolbenmotors oder einer Gasturbine. 

## Messung
Als Sensor dient meistens ein Thermoelement vom Typ K bestehend aus einem Übergang zwischen einer Nickel-Chrom-Legierung und Nickel. Halbleitersensoren oder PT100 Widerstandsthermometer sind bei den auftretenden hohen Temperaturen ungeeignet, bzw. nicht geeignet die erforderlichen langen Betriebszeiten von mehreren tausend Stunden zu erbringen. Das Thermoelement ist an geeignete Spezialkabel angeschlossen, damit die Messspannung nicht durch weitere Übergänge an Verbindungen verschiedener Metalle verfälscht wird.

## Triebwerksregelung
Bei einem Kolbenmotor lassen sich Unterkühlungs- oder Überhitzungstendenzen wegen der Anreicherung oder Abmagerung des Kraftstoff-Luft-Gemisches durch die Messung und Anzeige der Abgastemperatur frühzeitig erkennen. Mit Hilfe der EGT kann der Motor soweit abgemagert werden, dass eine Beschädigung des Motors nicht eintritt, und gleichzeitig der Kraftstoffverbrauch reduziert wird. Eine ausführliche Beschreibung des Vorganges ist unter Leanen zu finden.
Bei Strahltriebwerken werden an mehreren Stellen Temperaturen gemessen, und einerseits angezeigt, andererseits aber auch zur Regelung des Triebwerks verwendet. Die Differenz zwischen Abgastemperatur und Außentemperatur bestimmt im Wesentlichen den Wirkungsgrad des Triebwerkes. Die maximal mögliche Abgastemperatur wird durch die Hitzefestigkeit der Materialien der ersten Turbinenstufe bestimmt. Für die gekühlten Turbinenschaufeln dieser Stufe werden daher hochwertige Keramikwerkstoffe oder Nickellegierungen eingesetzt. Die Abgastemperatur wird meist hinter der Turbine gemessen, bei Turbopropmotoren findet man jedoch auch eine Anzeige für die Turbineneinlasstemperatur (TIT), oder auch eine Anzeige für die Temperatur innerhalb der Turbine (ITT).